# Талас (филм)
Талас је немачки филм из 2008. године који је режирао Денис Ганзел. Главну улогу тумачи Јирген Фогел. Филм је базиран на експерименту Рона Џонса Трећи талас. Успех је био поприличан; након 10 недеља приказивања у немачким биоскопима га је погледало 2,3 милиона гледалаца.

## Радња
Рајнер Венгер је професор у средњој школи. Тренер је школског ватерполо тима, и ожењен је са Анке, професорком у истој школи. У понедељак, долазећи у школу, добио је задатак да током једне школске недеље организује предавања о аутократији (други изборни предмет поред анархизма), иако је и сам анархиста. Првог дана пројекта, он поставља питање ученицима, трећој генерацији рођеној после Другог светског рата, да ли је могућа обнова диктатуре у Немачкој.
Како их је већина мислила да није, јер је немачко друштво узнапредовало у односу на оно из ратних година, Венгер почиње да „заводи ред” у разред: забрањује им да га током те недеље зову по имену, већ „Господин Венгер”, да правилно седе у клупама, да прво затраже реч, а затим устану када нешто желе рећи, итд. Наредних дана он уводи исте школске униформе, а за своју групу смишљају име и одлучују да се зову „Талас”. Венгер смишља поздрав, који алудира на нацистичко подизање руке. Ученици су задовољни што имају нешто што их заокупља и изван школе, не схватајући да су фигуре у експерименту.